# Schistidium siluricum
Schistidium siluricum là một loài Rêu trong họ Grimmiaceae. Loài này được (Velen.) Vilh. mô tả khoa học đầu tiên năm 1922.